# Campeonato Sul-Americano de Futebol Feminino de 1995
O Campeonato Sul-Americano de Futebol Feminino de 1995 foi realizada em Uberlândia, Brasil, entre os dias 8 e 22 de Janeiro de 1995. O estádio Parque do Sabiá foi utilizado no campeonato.
Este foi o segundo torneio do Campeonato Sul-Americano de Futebol Feminino, qualificador único e determinante da Conmebol para a Copa do Mundo de Futebol Feminino de 1995.
O Brasil foi campeão do torneio após ganhar da Argentina na Final pelo placar de 2 a 0, diante de uma grande torcida da cidade organizadora.
Este foi o último torneio a ter a participação de apenas 5 seleções da Conmebol.

## Torneio final
| Selecção  | Pts | J | V | E | D | GM | GS |
| --------- | --- | - | - | - | - | -- | -- |
| Brasil    | 12  | 4 | 4 | 0 | 0 | 42 | 1  |
| Argentina | 9   | 4 | 3 | 0 | 1 | 18 | 9  |
| Chile     | 4   | 4 | 1 | 1 | 2 | 14 | 9  |
| Equador   | 4   | 4 | 1 | 1 | 2 | 9  | 21 |
| Bolívia   | 0   | 4 | 0 | 0 | 4 | 1  | 44 |

| 8 de Janeiro | Brasil | 13 – 0 | Equador | Estádio Municipal João Havelange |
|              |        |        |         |                                  |

| 8 de Janeiro | Chile | 11 – 0 | Bolívia | Estádio Municipal João Havelange |
|              |       |        |         |                                  |

| 10 de Janeiro | Brasil | 6 – 1 | Chile | Estádio Municipal João Havelange |
|               |        |       |       |                                  |

| 10 de Janeiro | Argentina | 5 – 1 | Equador | Estádio Municipal João Havelange |
|               |           |       |         |                                  |

| 12 de Janeiro | Argentina | 12 – 0 | Bolívia | Estádio Municipal João Havelange |
|               |           |        |         |                                  |

| 12 de Janeiro | Chile | 2 – 2 | Equador | Estádio Municipal João Havelange |
|               |       |       |         |                                  |

| 14 de Janeiro | Brasil | 8 – 0 | Argentina | Estádio Municipal João Havelange |
|               |        |       |           |                                  |

| 14 de Janeiro | Equador | 6 – 1 | Bolívia | Estádio Municipal João Havelange |
|               |         |       |         |                                  |

| 18 de Janeiro | Brasil | 15 – 0 | Bolívia | Estádio Municipal João Havelange |
|               |        |        |         |                                  |

| 18 de Janeiro | Argentina | 1 – 0 | Chile | Estádio Municipal João Havelange |
|               |           |       |       |                                  |

## Final
|  | Brasil | 2 – 0 | Argentina | Estádio Municipal João Havelange |
|  |        |       |           |                                  |

## Premiações

### Campeã
| Vencedor         |
| ---------------- |
| BRASIL 2º título |